# Boralde de Saint-Chély-d'Aubrac
Pour les articles homonymes, voir Boralde (homonymie).
La Boralde  de Saint-Chély-d'Aubrac est une rivière française du Massif central qui coule dans le département de l'Aveyron, en région Occitanie. C'est un affluent droit du Lot, donc un sous-affluent de la Garonne.

## Géographie
La Boralde de Saint-Chély-d'Aubrac prend sa source dans les monts d'Aubrac près d'Aubrac, village de la commune de Saint-Chély-d'Aubrac et elle rejoint le Lot en rive droite, à l'amont de Saint-Côme-d'Olt. La longueur de son cours est de 25,2 km.
Elle prend source à la frontière communale de Prades-d'Aubrac et Saint-Chély-d'Aubrac, à 1 309 m d'altitude. Elle coule globalement du nord-est vers le sud-ouest. Elle conflue en rive droite du Lot sur la commune de Saint-Côme-d'Olt à 355 m d'altitude

### Département et communes traversées
Dans le seul département de l'Aveyron la Boralde de Saint-Chély-d'Aubrac traverse les cinq communes suivantes, de l'amont vers l'aval, de Prades-d'Aubrac (source), Saint-Chély-d'Aubrac, Condom-d'Aubrac, Castelnau-de-Mandailles, Saint-Côme-d'Olt (confluence).

### Bassin versant
La Boralde de Saint-Chély-d'Aubrac traverse une seule zone hydrographique Le Lot du confluent du Lauras (inclus) au confluent de la Boralde Flaujaguèse (O724) de 1 814 km2 de superficie. Ce bassin versant est constitué à 65,59 % de « forêts et milieux semi-naturels », à 35,22 % de « territoires agricoles », à 0,96 % de « territoires artificialisés », à 0,24 % de « surfaces en eau ».

### Organisme gestionnaire
L'organisme gestionnaire est l'EPTB Entente Interdépartementale du Bassin du Lot.

## Affluents

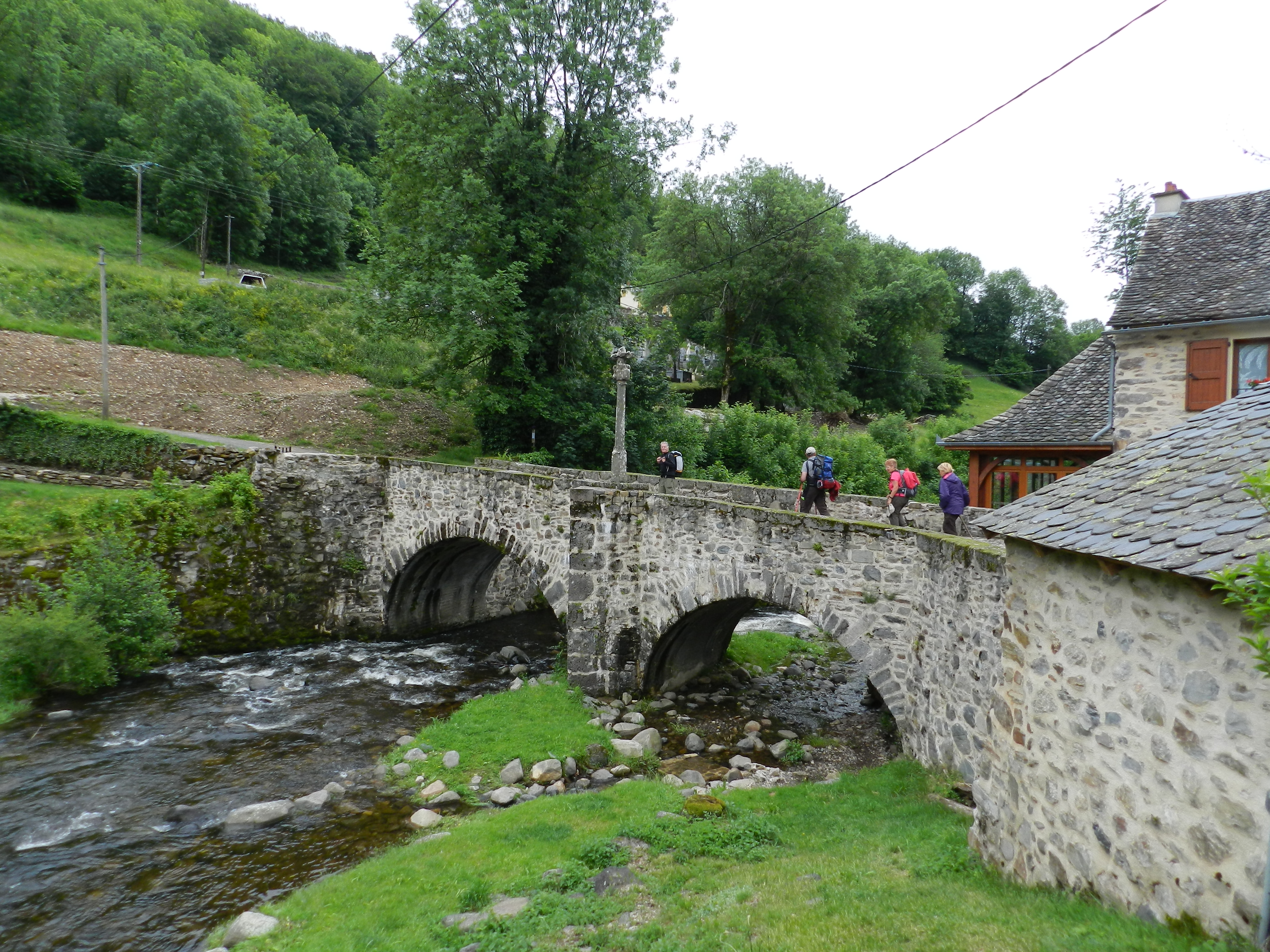
Pont des Pèlerins à Saint-Chély-d'Aubrac.

La Boralde de Saint-Chély-d'Aubrac a douze tronçons affluents dont :
- le ruisseau du Pasquier (rd[note 1]), 3 km sur les deux communes de Nasbinals (source), Saint-Chély-d'Aubrac (confluence), qui traverse le lac des Moines à 1 303 m d'altitude et 0,244 km2[5].
- le ruisseau d'Aubrac (rd), 3 km sur la seule commune de Saint-Chély-d'Aubrac avec un affluent de 1,2 km.
- Ruisseau de l'Aude (rd), 2,7 km sur la seule commune de Saint-Chély-d'Aubrac.
- La Boralde de Régaussou (rd), 3,5 km sur les trois communes de Condom-d'Aubrac, Castelnau-de-Mandailles et Saint-Chély-d'Aubrac avec un affluent
- Ruisseau de Cancels (rg), 3,6 km sur les deux communes de Castelnau-de-Mandailles (source) et Saint-Come-d'Olt (confluence), avec un affluent

Donc son rang de Strahler est de trois.

## Hydrologie

### La Boralde de Saint-Chély-d'Aubrac à Castelnau-de-Mandailles
Le débit de la Boralde de Saint-Chély-d'Aubrac a été observé durant 44 ans (1961-2004), à Castelnau-de-Mandailles, localité du département de l'Aveyron située avant son confluent avec le Lot et à 420 m d'altitude. La surface prise en compte est de 67 km2, c'est-à-dire la quasi-totalité du bassin versant de la rivière.
Le module de la rivière à Castelnau-de-Mandailles est de 1,61 m3/s. 
La Boralde de Saint-Chély-d'Aubrac présente des fluctuations saisonnières de débit bien marquées et typiques du versant sud de l'Aubrac. Les hautes eaux se déroulent en hiver et au printemps, et se caractérisent par des débits mensuels situés dans une fourchette allant de 1,88 et 2,54 m3/s, de novembre à avril inclus (avec un maximum en février). Dès le mois de mai, le débit de la rivière baisse assez rapidement, et cette baisse mène à la période des basses eaux. Celles-ci ont lieu en période estivale, de juillet à septembre, et s'accompagnent d'une baisse du débit moyen mensuel allant jusqu'à 0,409 m3/s au mois d'août, ce qui reste d'ailleurs assez consistant. À partir du mois d'octobre le débit remonte rapidement. Cependant ces moyennes occultent des fluctuations de débit plus prononcées, sur de courtes périodes ou selon les années.

### Étiage ou basses eaux

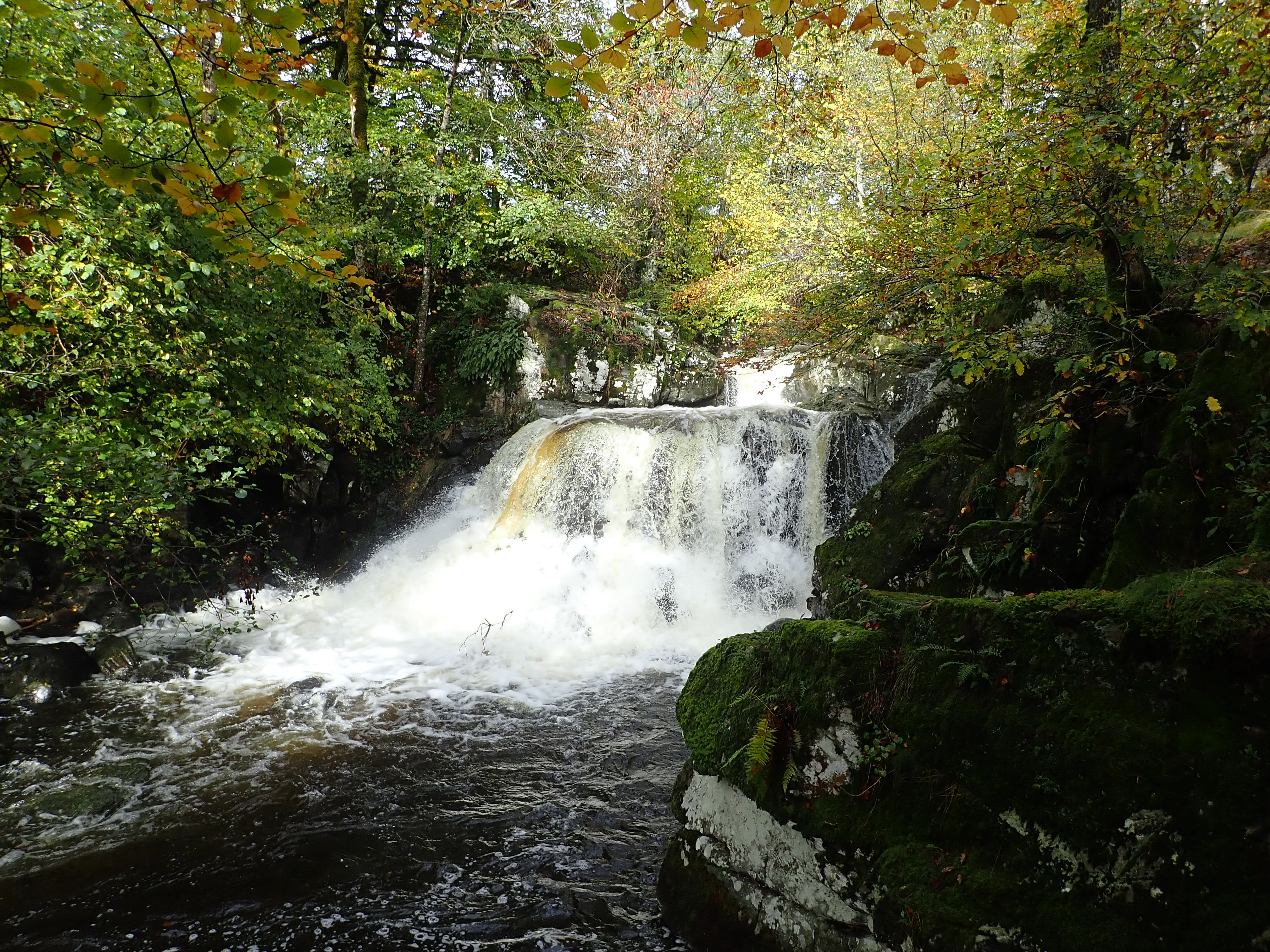
Hautes eaux en automne à la cascade des Touzes en aval d'Aubrac vers 1000 m d'altitude.

À l'étiage, le VCN3 peut ainsi chuter jusque 0,083 m3/s, en cas de période quinquennale sèche, soit 83 litres par seconde, ce qui est relativement sévère, même pour un cours d'eau de dimensions aussi modestes. 

### Crues
Les crues, quant à elles, peuvent être importantes, compte tenu de l'exigüité du bassin versant de la rivière. Les QIX 2 et QIX 5 valent respectivement 22 et 31 m3/s. Le QIX 10 est de 37 m3/s, le QIX 20 de 43 m3/s, tandis que le QIX 50 se monte à 50 m3/s. 
Le débit instantané maximal enregistré à la station hydrométrique de Castelnau-de-Mandailles durant cette période, a été de 63,7 m3/s le 3 décembre 2003, tandis que la valeur journalière maximale était de 26,5 m3/s le 15 février 1990. En comparant la première de ces valeurs à l'échelle des QIX de la rivière, il apparaît que cette crue était largement supérieure à la crue cinquantennale définie par le QIX 50, et donc exceptionnelle.

### Lame d'eau et débit spécifique
La Boralde de Saint-Chély-d'Aubrac est une rivière très abondante. La lame d'eau écoulée dans son bassin versant est de 964 millimètres annuellement, ce qui est trois fois supérieur à la moyenne d'ensemble de la France (320 millimètres/an). C'est aussi très largement supérieur à la moyenne du bassin de la Garonne (384 millimètres/an au Mas-d'Agenais), du Lot (446 mm/an) et même de la Truyère voisine (671 millimètres/an). Le débit spécifique (ou Qsp) de la rivière atteint 30,5 litres par seconde et par kilomètre carré de bassin.